# ETOパーク
ETOパーク（ハンガリー語: ETO Park）は、ハンガリー・ジェールにあるサッカー専用スタジアム。ジェールETO FCがホームスタジアムとして使用している。

## 開催された主な試合
- 国際Aマッチ

| 日付          | ホームチーム | 結果 | アウェーチーム | ラウンド |
| ------------- | ------------ | ---- | -------------- | -------- |
| 2010年3月3日  | ハンガリー   | 1-1  | ロシア         | 親善試合 |
| 2012年2月29日 | ハンガリー   | 1-1  | ブルガリア     | 親善試合 |
| 2013年6月6日  | ハンガリー   | 1-0  | クウェート     | 親善試合 |
| 2014年3月5日  | ハンガリー   | 1-2  | フィンランド   | 親善試合 |

## ギャラリー

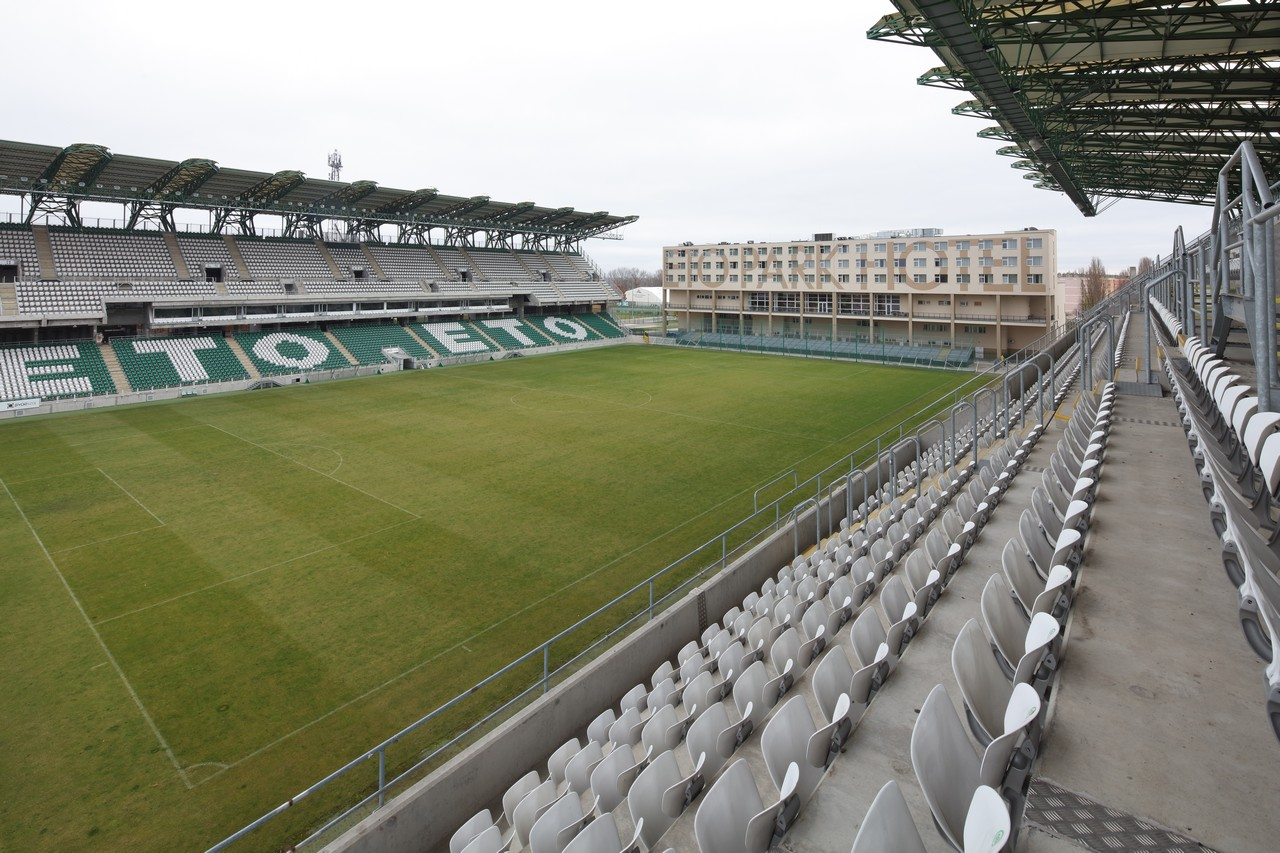
2015年のスタジアム内観
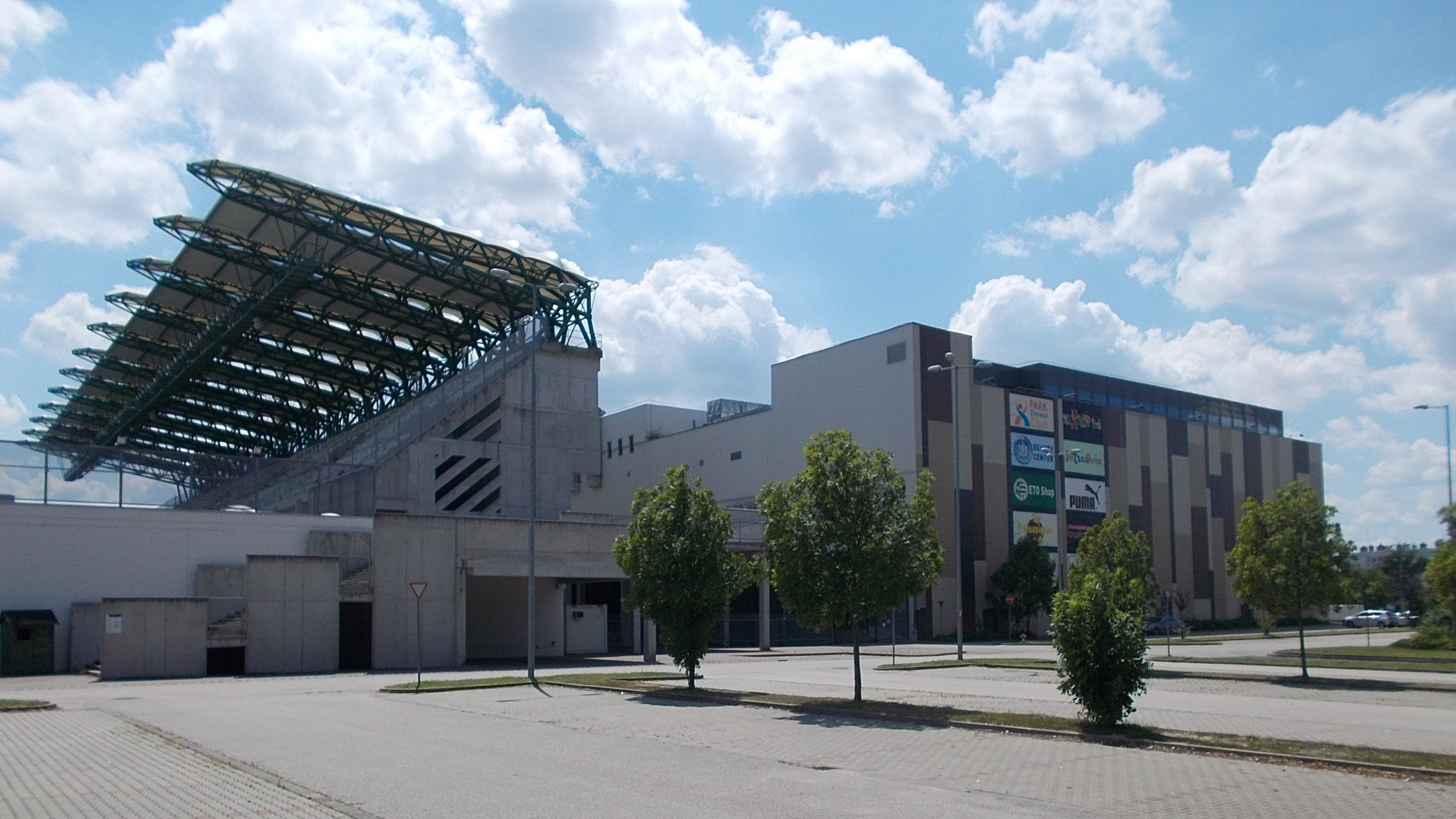
2018年のスタジアム外観
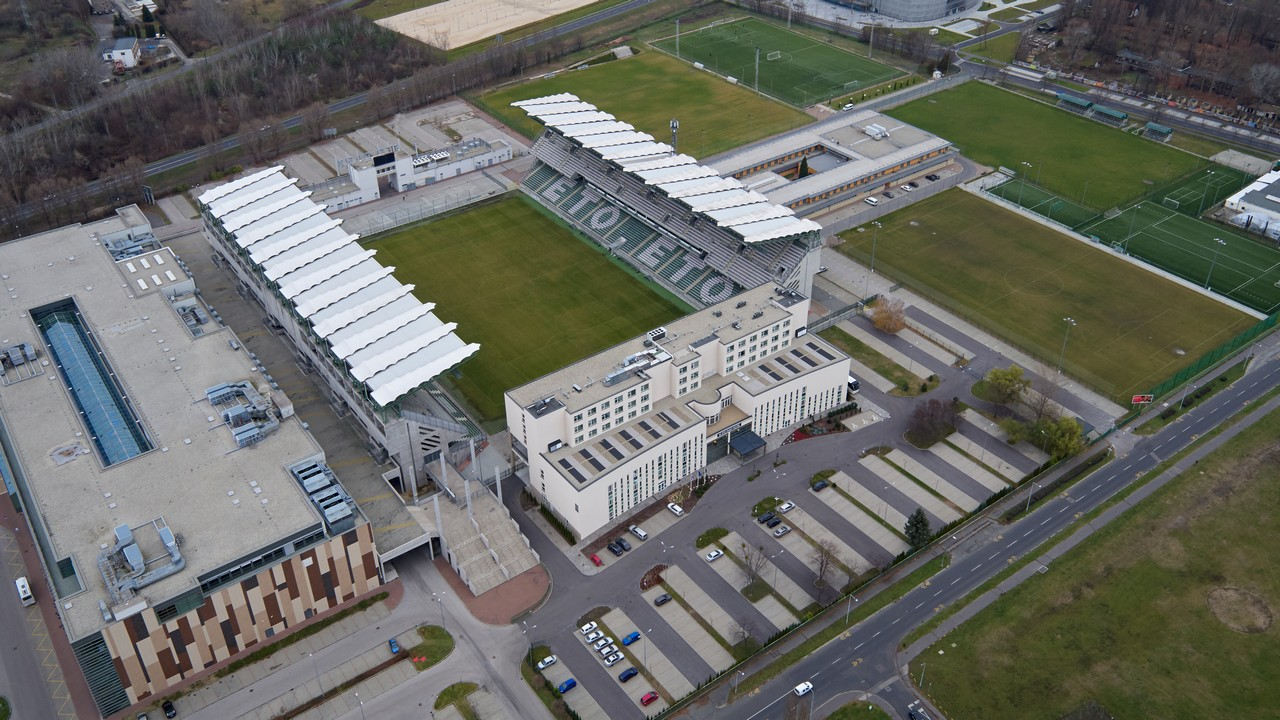
スタジアムの空撮